# Территория (игра)
«Территория» — массовая ролевая онлайн-игра, моделирующая современную реальность. Относится к классу многопользовательских браузерных веб-игр, то есть требует для работы доступ в Интернет и браузер с поддержкой JavaScript.

## Об игре
Официальное описание на сайте игры:
 Зарегистрировавшись, игрок попадает в виртуальный город, очень похожий на реальные города современности с политическими интригами, экономическими проблемами и криминальными разборками. Игроки могут объединяться в кланы или бороться в одиночку за своё место под солнцем, за свою территорию. Суть игры в разработке каждым игроком личной стратегии завоевания своей Территории.

## Основные особенности игры
- Система уровней — игрок должен пройти путь от 1-го до 25-го уровня, побеждая противников, набирая опыт в боях и получая по мере развития новые возможности.
- Система рангов — для получения ранга необходимо определённое количество ранговых очков. Ранговые очки зарабатываются путём вероломных нападений. Количество начисляемых ранговых очков зависит от уровней персонажа, от места в рейтинге склонности, от текущего ранга, от типа боя и от разницы в уровне соперников. Ранг даёт преимущество в бою.
- Склонности — игрок может вступить в одну из пяти склонностей (один или вместе с кланом), пройдя соответствующий квест. Склонности тоже имеют свои особые артефакты, свой кодекс чести и свою систему управления.
- Профессии — производство является одним из основных источников дохода. Каждый игрок при достижении 6-го уровня может пройти квест, получить интересующую его профессию и производить вещи как для своих нужд, так и на продажу.
- Торговля — произведя или получив какой-либо предмет, игрок может продать его и получить за это деньги (при этом игрока могут обмануть).
- Кланы — игроки могут объединяться в кланы. Кланы могут захватывать улицы, получая за это призы и деньги. Игрок, состоящий в клане, получает клановый значок, может купить клановые артефакты, клановый образ и клановый транспорт — всё это уникальное, доступное только членам данного клана. Взамен игрок должен подчиняться главе клана и отстаивать клановые интересы.
- Склеп — особое место, подземелье, сражаясь в котором игроки получают очки репутации Склепа. Имея эти очки, игрок может приобрести за деньги очень мощные артефакты, серьёзно помогающие в бою.

### Персонаж
В игре персонаж представлен аватаром и 12 слотами вокруг него. В 12-ти слотах могут быть помещены предметы определённых типов. В каждом слоте может находиться только один предмет. Некоторые слоты можно открыть, пройдя специальный квест или заплатив деньги. Предметы, не помещённые в слоты, лежат в рюкзаке и не оказывают влияния на характеристики.
Персонаж может иметь 2 основные профессии и прокачивать их до 300 единиц опыта. Также можно вступить в клан, получая вышеперечисленные бонусы.

### Параметры и характеристики
Каждый персонаж имеет определённое количество жизни, опыта и голода (если голод равен 0, начинает уменьшаться количество жизни). Также персонаж имеет рюкзак с зависимой от других параметров вместимостью.
Другие параметры, влияющие на исход боёв:
- Ловкость — характеристика, отвечающая за способность уворачиваться от ударов врага, также ловкость влияет на параметры Антиуворот и Антикрит.
- Интуиция — характеристика, понижающая способность врага увернуться и повышающая вероятность нанесения ему критического удара (удар повышенной мощности, пробивающий блок. Влияет также на параметр Антикрит, Уворот (интовые уворотчики чаще уклоняются).
- Сила — характеристика, влияющая на силу удара, количество жизней и вместительность рюкзака.
- Конституция — характеристика, влияющая на уровень жизни и вместительность рюкзака.
- Воля — величина, влияющая на мощность критического удара. Влияет также на Крит (его частоту).
- Антитравматизм — понижает вероятность получения травмы при критическом попадании.
- Точность — снижает защищённость врага (1 точности = −1 брони).
- Жестокость — повышает вероятность нанесения травмы при смерти врага.
- Устойчивость — величина, смягчающая вражеский критический удар.

Предметы, надетые на персонажа, и ранговые очки повышают его характеристики (исключение составляют многие квестовые предметы и подарки).

### Бои
Бои — один из основных элементов игры. За победу в бою начисляется опыт, продвигающий персонажа к новому уровню. Для начала всех боёв, кроме вероломного нападения и охоты на монстров нужно подать заявку. В бою используется система блоков и ударов. Тело персонажа в бою поделено на 4 зоны: голова, грудь, живот и ноги. Перед нанесением удара игрок должен выбрать на теле врага место удара и поставить на теле своего персонажа 2 блока. Обычно удар не может преодолеть блок, но иногда игрок может нанести критический удар (данный момент основан на чистом везении) и причиняет врагу серьёзный урон. Для получения преимущества в боях часто используются эликсиры и препараты.
Существует 5 типов боёв:
- Бой 1х1 — дуэль. Уровень второго участника должен быть не выше уровня инициатора.
- Групповой бой — бой между двумя командами; игрок волен присоединится к любой из них. Разница между участниками не больше, чем 2 уровня (+1 или −1 уровень инициатора боя).
- Хаотический бой — бой между двумя командами, в котором состав команд назначает компьютер. Разница между участниками не больше, чем 2 уровня (+1 или −1 уровень инициатора боя).
- Бой за улицу — бой между кланами за контроль над улицей.
- Вероломное нападение — нападение на персонажа с помощью таблетки «Озверин», ограничений по уровню участников нет.
- Охота на монстров — вероломное нападение персонажа на монстра или вероломное нападение монстра на персонажа. Ограничений по уровню участников нет.

### Торговля
Валютой Территории являются терры. Также существует специальный игровой ТерраБанк, обслуживающий виртуальные счета и конвертирующий реальные деньги в терры.
В игровом мире существует множество предметов, таких как одежда, оружие, обувь, лекарства, эликсиры, препараты, украшения и т. п. Эти предметы продаются в магазинах или производятся людьми, взявшими соответствующую профессию. Кроме магазинов и частных производителей существует третья возможность приобрести нужный предмет — аукцион. Здесь игроки выставляют ненужные вещи.
В информации каждого предмета стоит цена, но она часто не соответствует действительности, так как на территории главного города игры царит рынок и почти нет магазинов. Например, рейд рэкетиров по зоне добычи меха может взвинтить цены на обувь.

### Профессии
Для получения профессии надо пройти квест или заплатить некоторую сумму. В основных профессиях можно дойти сначала до определённого уровня, а потом, заплатив довольно большую сумму, стать мастером данной профессии и получить возможность изготавливать новые предметы.
Для производства в основных профессиях требуется сырьё (2-3 вида), расположенное на удалённых от места сборки локациях. Полученное сырьё требует обработки и только потом из него можно что-то сделать.
Существуют следующие профессии:
- Травник — производит эликсиры, временно повышающие боевые характеристики.
- Фармацевт — производит препараты, временно повышающие боевые характеристики.
- Сапожник — производит различную обувь.
- Оружейник — производит оружие.
- Ювелир — производит аксессуары.
- Галантерейщик — производит головные уборы.
- Портной — производит одежду трёх видов: штаны, верхняя и нижняя одежда.
- Инженер — собирает транспортные средства, производит роботов-охранников.

А также ряд вспомогательных:
- Взломщик — открывать ящики, попадающиеся игрокам при ловле рыбы или при сборе сырья на полях.
- Доктор — лечит различные травмы, нанесённые в бою, за плату.
- Костолом — наносит травму 1-6 степени (в зависимости от уровня прокачки умения) врагу в бою.
- Рыболов ловит рыбу.
- Повар готовит, варит.

### Склонности
В игре существует 7 склонностей: Генерал (правопорядок), Олигарх (бизнес), Папа (криминал), Белая Ласка (анархисты), Отшельник (замкнутые отшельники), Губернатор (администрация «Территории»), Изгнанник (самостоятельная борьба с преступностью). Склонностью руководит заместитель соответствующего персонажа.
Персонаж может получить склонность один или вместе с кланом. Главную роль в любой склонности играют кланы.
- Генерал — «честь и достоинство». Игрок должен подчиняться приказам, помогать своим и бороться с врагами (желательно честными способами). Очень сплочённая склонность.
- Олигарх — «деньги». Игрок должен быть оборотистым и смекалистым бизнесменом (и бойцом тоже). Кланы склонности могут объединяться в союзы с кем угодно, поэтому сплочения среди них нет, хотя и до развала дело не доходит.
- Папа — «воровской закон», противоположность Генерала. Игрок подчиняется Папе и его заместителю-консильери, обязательно не работает на заготовке ресурсов и в основном добывает деньги рэкетом. Часть денег идёт в «общак». Жёсткой дисциплины нет, поэтому в склонности постоянно происходят небольшие конфликты между кланами за лидерство.
- Белая Ласка — «анархия». Никакой дисциплины, кланы разобщены и по сути поделены между другими склонностями.
- Отшельник — «тайна». Сплочённая и таинственная склонность.
- Губернатор — «власть». Особая склонность — административная, все её члены работают на администрацию проекта.
- Изгнанник

### Города и локации
Изначально в игровом мире существовало 3 города — Green-City, Drive-City и Химер-Сити. Новички попадают в Green-City или Drive-City — маленький учебный городок, а получив 8-й уровень могут уехать на поезде в Химер-Сити, где проходит основное действие игры.
В данное же время городов 2: Химер-Сити (для новичков отведен отдельный район) и Р-сити (город, пострадавший от ядерного оружия и населенный мутантами).
Персонаж может перемещаться на наземном транспорте (автомобили и мотоциклы) и пешком. Для перемещения между локациями (улицами и площадями) требуется время. Каждая локация имеет свою картинку и свои подлокации (магазины, амбары, пруды, реки и т. д.).
Захват кланом локации даёт ему бонусы, деньги и авторитет среди других кланов, ведь в этом и состоит цель игры — подчинить себе всю «Территорию».